# GAZ-M8
GAZ-M8 a fost un vehicul produs de GAZ în perioada 1968-1985. Aproximativ 32.000 dintre aceste vehicule au fost produse, iar stilul s-a bazat pe vehiculele GAZ-M1 și GAZ-M2. Acesta a fost ultimul vehicul de către GAZ care și-a împărtășit aspectul cu GAZ-M1, deoarece GAZ plănuia să nu mai producă vehicule bazate pe GAZ-M1.

## Istoric
GAZ a decis să producă o versiune mai accesibilă a GAZ-M1 și GAZ-M2 numită GAZ-M8. Vehiculul respectiv a înlocuit în cele din urmă GAZ-M2, iar în primele luni după lansare au fost produse și vândute în întreaga lume în jur de 199 de unități. Au existat și versiuni comerciale ale vehiculului. Vehiculul a împărțit motorul GAZ-M2 și a fost produs alături de vehiculul GAZ-21. Vânzările au crescut în următorii ani.
În 1975, aproximativ 10.000 de unități au fost produse și vândute în întreaga lume, în 1985 vehiculul a fost întrerupt, deoarece vânzările nu erau multe, iar GAZ trebuia să se concentreze pe vehicule mai moderne. În 2004, GAZ a prezentat la Moscova un concept mașină, bazat pe originalul GAZ-M1, care era de așteptat să fie produs ca un vehicul în stil retro și se numea GAZ-R, totuși oamenilor nu le plăcea vehiculul și acesta (împreună cu multe alte mașini concept ale GAZ care nu au primit aprobare) a fost introdus în clădirea GAZ BT.